# Horstmar (Adelsgeschlecht)

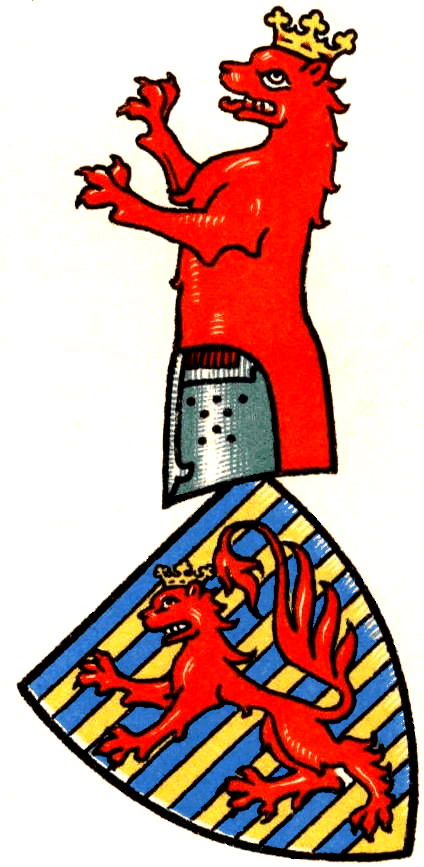
Wappen derer von Horstmar

Die Herren von Horstmar sind ein historisches Adelsgeschlecht, das auf der Burg Horstmar im heutigen Horstmar, Kreis Steinfurt/NRW ansässig war.

## Geschichte
Die Edelherren von Horstmar, die wahrscheinlich ein Zweig des Adelsgeschlechts von Holte waren, sind urkundlich erstmals 1092 als Lehnsleute der Grafen von Cappenberg bezeugt. Ältester bekannter Angehöriger des Geschlechtes ist Bernhard I. von Horstmar, der in den Jahren 1146 bis 1180 als Herr von Horstmar bezeugt ist. Nach mehreren Aufteilungen der Familie im 13. Jahrhundert in die Zweige Horstmar, Ahaus und Ottenstein bestand das Geschlecht mit dem Zweig Horstmar-Ahaus, der sich später Nahuys nannte und 1644 zur Grafschaft erhoben wurde, bis ins 19. Jahrhundert fort. Eines der bekanntesten Familienmitglieder war der Ritter, Kreuzfahrer und Diplomat Bernhard der Gute, der 1227 in der Schlacht bei Ane ums Leben kam.

## Wappen
Das Wappen ist vierzehnmal von Blau und Gold geteilt, darauf ein gold gekrönteter aufgerichteter roter Löwe. Auf dem Helm der Löwe wachsend.

## Stammliste

### Von Bernhard I. bis Bernhard III. (1146 bis 1331)
1. Bernhard I., Herr von Horstmar 1146–1180
  1. Wigbold, Herr von Horstmar 1154–1189
    1. Wilhelm, Herr von Horstmar 1189 bis nach 1199
      1. Otto I., Herr von Horstmar vor 1214–1255, ⚭ Adelheid von Ahaus
        1. Bernhard II. von Horstmar-Ahaus, Herr von Ahaus 1255–1295, ⚭ Sophia von Loen, Erbin von Loen
          1. Johann von Horstmar-Ahaus, Herr von Horstmar-Ahaus 1269–1323, ⚭ Jutta von Ochten
            1. Bernhard III. von Horstmar-Ahaus, Herr von Horstmar-Ahaus bis 1331, Verweser des Bistums Utrecht 1326, seine Nachkommen: siehe unten

          2. Otto II. von Horstmar-Ottenstein, Herr von Horstmar-Ottenstein 1269–1321, erbaut 1316 Ottenstein
            1. Sophia, ⚭ Graf Heinrich von Solms-Braunfels, erbt Ottenstein,

        2. Beatrix († 1277), ⚭ 1247/51 Graf Friedrich von Rietberg, erbt Horstmar, verkaufen Horstmar am 27. Januar 1269 an Münster

    2. Bernhard der Gute, Kreuzfahrer und Lebensretter Kaiser Ottos IV., starb am 28. Juli 1227 in der Schlacht bei Ane

### Von Bernhard III. bis Peter Graf von Nahuys (1326–1678)
1. Bernhard III. von Horstmar-Ahaus, Herr von Horstmar-Ahaus bis 1331, Verweser des Bistums Utrecht 1326, seine Vorfahren: siehe oben
  1. Hermann, Herr von Horstmar-Ahaus 1331–1362
    1. Ludolf, Herr von Horstmar-Ahaus 1362–1393
      1. Johanna, ⚭ I. Sweder von Vorst († nach 1400), ⚭ II. Godert von Ruhr; verkauft Ahaus 21. Januar 1406 an Münster

    2. Heinrich I., Herr von Horstmar-Ahaus um 1393
      1. Heinrich II., Herr von Horstmar-Ahaus um 1393
        1. Johann III., Herr von Horstmar-Ahaus vor 1452 bis 1467
          1. Heinrich III., "Herr von denAhus (Nahus)" 1467–1503
            1. Johann IV., Herr von Nahuys 1503–1559
              1. Otto III., Herr von Nahuys um 1559
                1. Heinrich IV., Herr von Borken, 1559–1626
                  1. Christoph, Herr von Nahuys, ca. 1626–1644
                    1. Peter († 1678), 24. Juni 1644 als Graf anerkannt, Graf von Nahuys 1644–1678
                    2. Heinrich V., 1626 Herr von Nahuys

### Ab Peter Graf von Nahuys
1. Peter († 1678), 24. Juni 1644 als Graf anerkannt, Graf von Nahuys 1644–1678
  1. Heinrich VI. († 1722), Graf von Nahuys
    1. Gerhard († 1776), Graf von Nahuys
      1. Tobias († 1814), Graf von Nahuys
        1. Johann Jacob († 1864), Graf von Nahuys
          1. Maurinus, Graf von Nahuys[1]